# Фрейд, Клемент
Клемент Фрейд (Clement Raphael Freud, 24 апреля 1924, Берлин — 15 апреля 2009, Лондон) — британский детский писатель, радиоведущий, политический деятель.

## Биография
Родился в еврейской семье Эрнста Л. Фрейда (архитектор) и Люси Фрейд (урожденная Браш). Он был внуком психоаналитика Зигмунда Фрейда и братом художника Люсьена Фрейда. Его семья бежала в Соединенное Королевство из нацистской Германии после прихода к власти Гитлера.
Депутат Палаты общин британского парламента от графства Остров Или в 1973—1987 годы. Член Либеральной партии. Автор книг для детей. Сэр Клемент Фрейд — рыцарь Британии.
Принял англиканство при женитьбе. Имел двоих детей: Мэтью Фрейд (стал основателем рекламного агентства Freud Communications, женился на дочери Руперта Мёрдока Элизабет Мёрдок) и дочь Эмма Фрейд (телеведущая).
В июне 2016 года газета The Daily Telegraph заявила, что похищение и убийство Макканн организовал Клемент Фрейд. По заявлению газеты, Фрейд неоднократно обвинялся в педофилии и сам общался с родителями девочки незадолго до её похищения. Семья Фрейда, однако, заявила, что на момент исчезновения Мэдлин, тот был в Великобритании.